# Кім Джі Йон
Кім Джі Йон  (кор. 김 지연, 12 березня 1988) — південнокорейська фехтувальниця, олімпійська чемпіонка.

## Виступи на Олімпіадах
| Олімпіада           | Дисципліна          | Місце |
| ------------------- | ------------------- | ----- |
| Лондон 2012         | індивідуальна шабля | 1     |
| Ріо-де-Жанейро 2016 | індивідуальна шабля | 9     |
| Ріо-де-Жанейро 2016 | командна шабля      | 5     |
| Токіо 2020          | індивідуальна шабля | 10    |
| Токіо 2020          | командна шабля      | 3     |